# الگمینر
اَلگمِینر (به انگلیسی: The Algemeiner Journal) روزنامه‌ای آمریکایی است که مقر آن در نیویورک می‌باشد. تمرکز این روزنامه بر خبرهای مربوط به اسرائیل و یهودیت است.
الگمینر در ۱۹۷۲ در بروکلین، نیویورک آغاز به‌کار کرد و از آن زمان هر جمعه به‌طور هفتگی منتشر می‌شود (به‌جز در هفته‌های پسح و جشن سایه‌بان‌ها). میانگین تیراژ آن میان ۱۸٬۰۰۰ تا ۲۳٬۰۰۰ نسخه است. وب‌گاه آن نیز به نشانی Algemeiner.com روزانه بروزرسانی می‌شود.